# Besondere Verwaltungsregion Sinŭiju
Besondere Verwaltungsregion Sinŭiju ist die ursprüngliche Bezeichnung einer Sonderwirtschaftszone im Norden der Demokratischen Volksrepublik Korea an der Grenze zur Volksrepublik China, die am 12. September 2002 proklamiert wurde. Seit 2014 wird der Begriff Internationale Handelszone Sinŭiju verwendet.

## Ursprüngliche Konzeption
Die Pläne der nordkoreanischen Regierung sahen 2002 die Errichtung einer Sonderwirtschaftszone vor, die für 50 Jahre autonom vom Rest des Landes sein sollte. Für den Aufbau sollten Bürger mit technischen Fähigkeiten und Erfahrung in Verwaltungsaufgaben ausgewählt werden. Andere Nordkoreaner hätten das Gebiet in Zukunft nicht mehr betreten dürfen. Die damaligen 200.000 Bewohner der 132 Quadratkilometer großen Region, größtenteils Soldaten, wären umgesiedelt worden. Für die Ausarbeitung von Gesetzen sollten Führungskräfte aus anderen asiatischen Ländern, Europa und den USA gewonnen werden. Ausländer hätten auch sonst freien Zugang zur Sonderwirtschaftszone gehabt.
Investitionen wurden vor allem aus den Bereichen der Tourismus- und der Finanzwirtschaft, aber auch der Leichtindustrie erwartet, weswegen geplant war, einen Industriekomplex fertigzustellen. Als Währung in der Besonderen Verwaltungsregion Sinŭiju sollte der US-Dollar dienen. Das Projekt war in erster Linie auf eine Zusammenarbeit mit zukünftigen Geschäftspartnern aus der benachbarten Volksrepublik China ausgelegt. Auch die Konzerne Hyundai Motor Company und Land Corporation aus Südkorea wollten in das Projekt investieren und weitere südkoreanische Unternehmen, die unter anderem auch von den billigen Arbeitskräften in Nordkorea profitieren wollen, bewarben sich für die Ansiedlung in einem geplanten Gewerbekomplex.
Kim Jong-il beabsichtigte, den chinesisch-niederländischen Geschäftsmann Yang Bin, der angeblich durch Orchideenhandel reich wurde und vom Magazin „Forbes“ im Jahr 2001 als zweitreichster Mann Chinas bezeichnet wurde, zum ersten Gouverneur der Verwaltungsregion zu ernennen.
Im Oktober 2002 wurde Yang jedoch im chinesischen Shenzhen wegen Steuerhinterziehung und Bestechung verhaftet und im Juli 2003 zu 18 Jahren Gefängnis verurteilt. Es habe sich herausgestellt, dass sein Unternehmen hoch verschuldet war, er in illegalen Immobiliengeschäften tätig war und seine Aktien betrügerisch an der Börse platziert hatte.
Folgende Gebiete der Provinz P’yŏngan-pukto sollten 2002 die Besondere Verwaltungsregion Sinŭiju bilden:
- Stadt Sinŭiju

- - Kwanmun-dong (관문동; 關門洞)
  - Ponbu-dong (본부동; 本部洞)
  - Sinwon-dong (신원동; 新元洞)
  - Yŏkchŏn-dong (역전동; 驛前洞)
  - Ch'ŏngsong-dong (청송동; 青松洞)
  - Kŭnhwa-dong (근화동; 芹花洞)
  - Paeksa-dong (백사동; 白沙洞)
  - Paekun-dong (백운동; 白雲洞)
  - Ch'aeha-dong (채하동; 彩霞洞)
  - Oil-dong (오일동; 五一洞; auch „May 1-dong“)
  - Apkang-dong (압강동; 鴨江洞)
  - Namsang-dong (남상동; 南上洞)
  - Namsŏ-dong (남서동; 南西洞)
  - Namjung-dong (남중동; 南中洞)
  - Namha-dong (남하동; 南下洞)
  - Kaehyŏk-dong (개혁동; 改革洞)
  - Haebang-dong (해방동; 解放洞)
  - P'yŏnghwa-dong (평화동; 平和洞)
  - Minp'o-dong (민포동; 敏浦洞)
  - Namsong-dong (남송도; 南松洞)
  - Sinnam-dong (신남동; 新南洞)
  - Sinp'o-dong (신포동; 新浦洞)
  - Sumun-dong (수문동; 水門洞)
  - Nammin-dong (남민동; 南敏洞)
  - Tongha-dong (동하동; 東下洞)
  - Tongjung-dong (동중동; 東中洞)
  - Tongsang-dong (동상동; 東上洞)
  - Ch'insŏn 1-dong (친선일동; 親善1洞)
  - Ch'insŏn 2-dong (친선이동; 親善2洞)
  - Pangjik-dong (방직동; 紡織洞)
  - Majŏn-dong (마전동; 麻田洞)
  - Hadan-ri (하단리; 下端里)
  - Sangdan-ri (상단리; 上端里)
  - Taji-ri (다지리; 多智里)
  - Sŏngsŏ-ri (성서리; 城西里)
  - Teil von Sŏnsang-dong (선상동; 仙上洞)
  - Teil von Yŏnha-dong (연하동; 煙下洞)
  - Teil von Songhan-dong (송한동; 送瀚洞)
  - Teil von Ryusang 1-dong (류상일동; 柳上1洞)
  - Teil von Ryŏnsang 1-dong (련상일동; 蓮上1洞)
  - Teil von Paekt'u-dong (백투동; 白土洞)
  - Teil von T'osŏng-ri (토성리; 土城里)
  - Teil von Ryuch'o-ri (류초리; 柳草里)

- Landkreis Ch'ŏlsan
  - Teil von Rihwa-ri (리화리; 梨花里)
  - Teil von Kŭmsan-ri (금산리; 錦山里)

- Landkreis Ŭiju
  - Sŏho-ri (서호리; 西湖里)
  - Teil von Hongnam-ri (홍남리; 弘南里)
  - Teil von Taesan-ri (대산리; 臺山里)

- Landkreis Yŏmju
  - Tasa-rodongjagu (다사로동자구; 多獅勞動者區; auch „Tasa-Arbeiterbezirk“)
  - Teil von Sŏkam-ri (석암리; 石岩里)

## Entwicklung seit 2003
Seit der Inhaftierung des designierten chinesischen Gouverneurs Yang Bin ist die Realisierung der Pläne ungewiss. Noch 2006 berichtete eine Studie des US-amerikanischen Nautilus-Instituts von zahlreichen Aktivitäten in der Region. Unternehmen würden an- und Bewohner umgesiedelt und Betriebe und Behörden, die Handelsbeziehungen mit dem Ausland unterhalten, eröffneten Büros in Sinŭiju.
Nach Angaben des „Asienzentrums für Entwicklung und Transformation“ (AZET) im Jahre 2007 soll die Einrichtung der Sonderwirtschaftszone gescheitert sein. Vorgesehen sei nun die Errichtung einer Versuchszone auf zwei Inseln im Yalu-Fluss. Ferner soll Sinŭiju das Zentrum der nunmehr geplanten Internationalen Handelszone Sinŭiju werden.